# Cocky Gastelaars

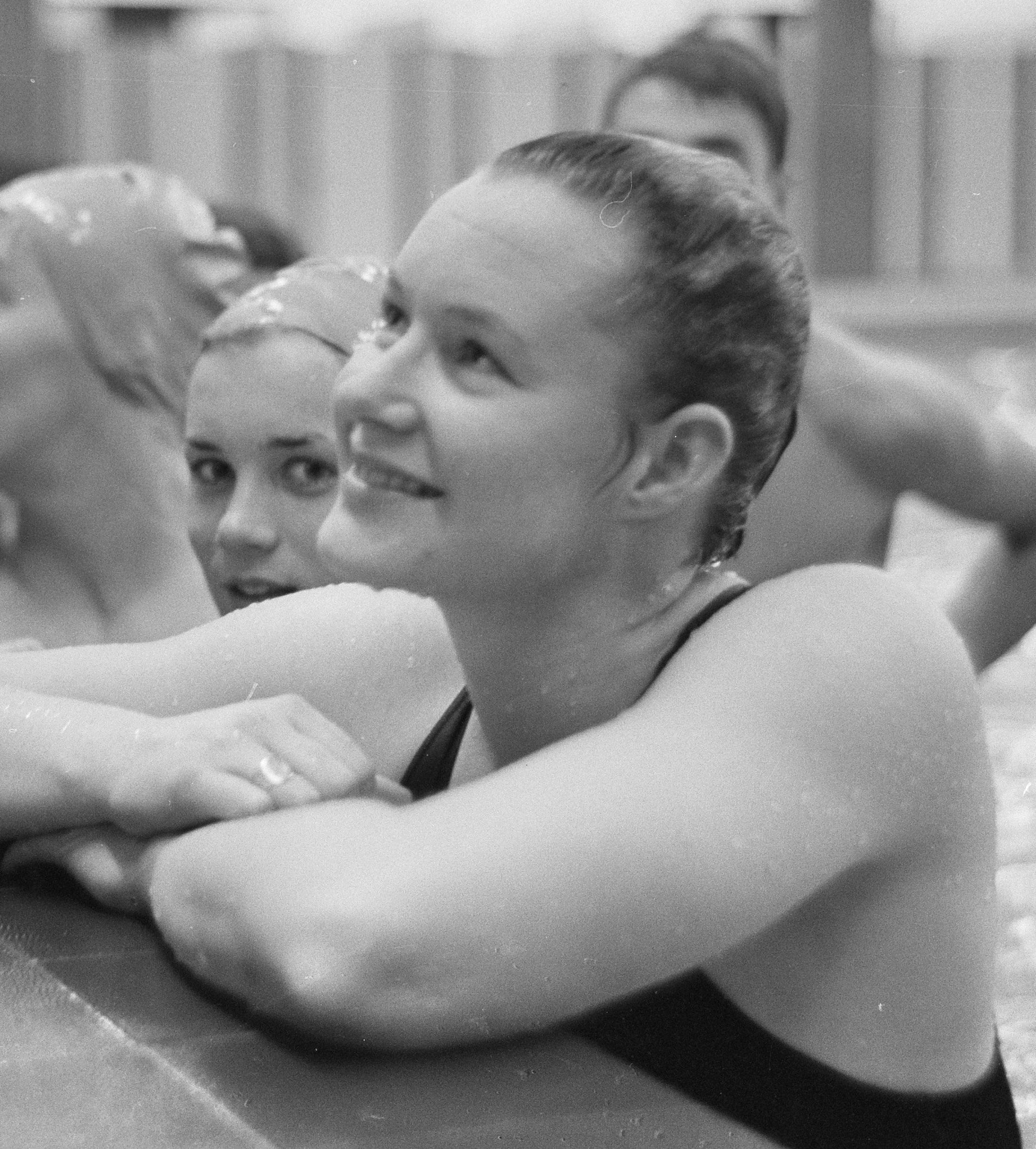
Cocky Gastelaars in 1961

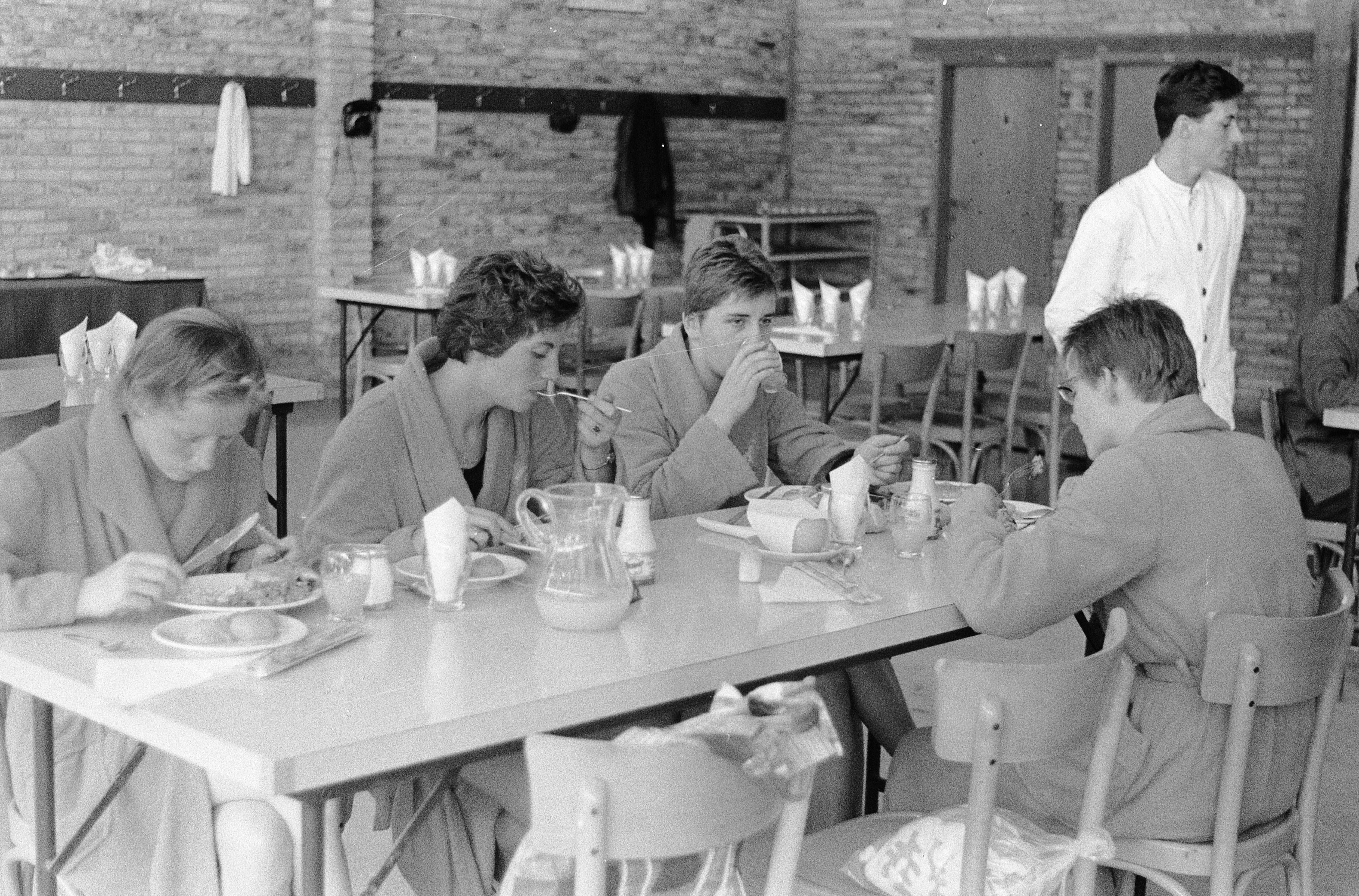
Nederlandse zwemsters tijdens de Olympische Spelen van 1960. Gastelaars rechts, op de rug gezien.

Cornelia Maria (Cocky) van Engelsdorp-Gastelaars (Rotterdam, 24 februari 1938) was eind jaren vijftig van de 20e eeuw tweemaal 's werelds snelste op het koningsnummer van de zwemsport, de 100 meter vrije slag. 
Twintig jaar na haar voorgangster Willy den Ouden, op zaterdag 3 maart 1956 om precies te zijn, scherpte Gastelaars in Amsterdam het wereldrecord op de 100 vrij aan tot 1.04,2. Twee weken later in haar thuisbad in Schiedam overtrof de zwemster van SZC zichzelf andermaal. Pas later bleek dat de Australische legende Dawn Fraser het record van Den Ouden al op 24 februari van datzelfde jaar had verbeterd tot 1.04,5.
Gastelaars' grootste tegenstander was de wedstrijdspanning, waar de geboren Rotterdamse niet altijd even goed raad mee wist. Haar tragiek was bovendien dat, toen ze een van 's werelds besten was op de sprintafstand, het Nederlands Olympisch Comité besloot om af te zien van deelname aan de Olympische Spelen van 1956 in Melbourne. Dit uit protest tegen de inval van de Sovjet-Unie in Hongarije
Haar erelijst vermeldt verder twee gouden (4x100 vrij en 4x100 wissel) en één zilveren medaille (individuele 100 vrij), behaald op de Europese kampioenschappen van 1958 in Boedapest. Vier jaar later, toen Leipzig gastheer was van de Europese titelstrijd besloot de viervoudig Nederlands kampioene haar loopbaan met een gouden medaille op de 4x100 meter vrije slag (4.15,1). 

## Internationale erelijst

### 1958
Europese kampioenschappen langebaan (50 meter) in Boedapest:
- Tweede op de 100 meter vrije slag             1.05,0
- Eerste op de 4x100 meter vrije slag           4.22,9
- Eerste op de 4x100 meter wisselslag           4.52,9

### 1960
Olympische Spelen (langebaan) in Rome:
- Zevende op de 100 meter vrije slag            1.04,7
- Diskwalificatie op de 4x100 meter vrije slag

### 1962
Europese kampioenschappen langebaan (50 meter) in Leipzig:
- Eerste op de 4x100 meter vrije slag           4.15,1

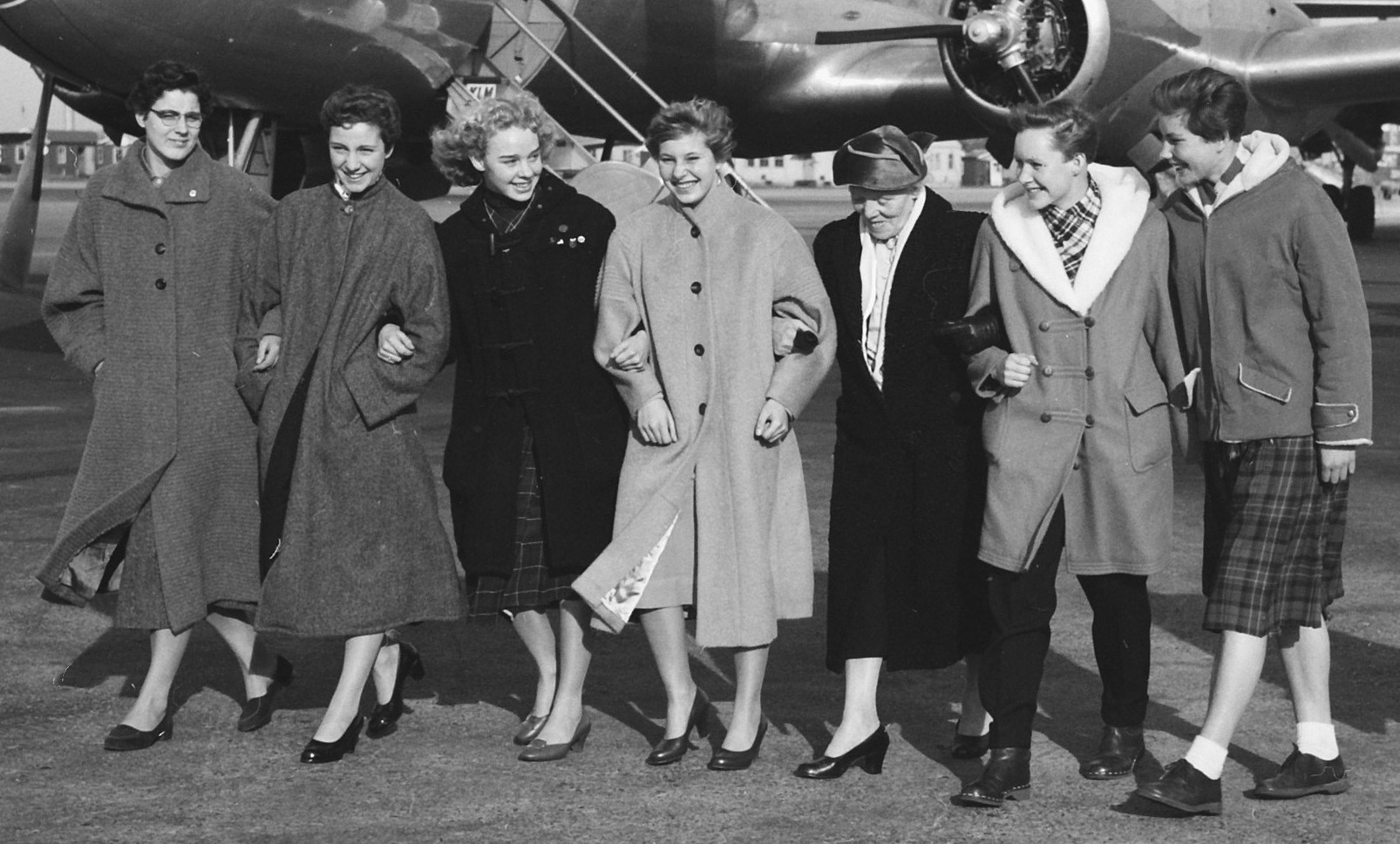
Vertrek op Schiphol van de Nederlandse zwemsters, waaronder Cocky Gastelaars, naar Moskou (1955)
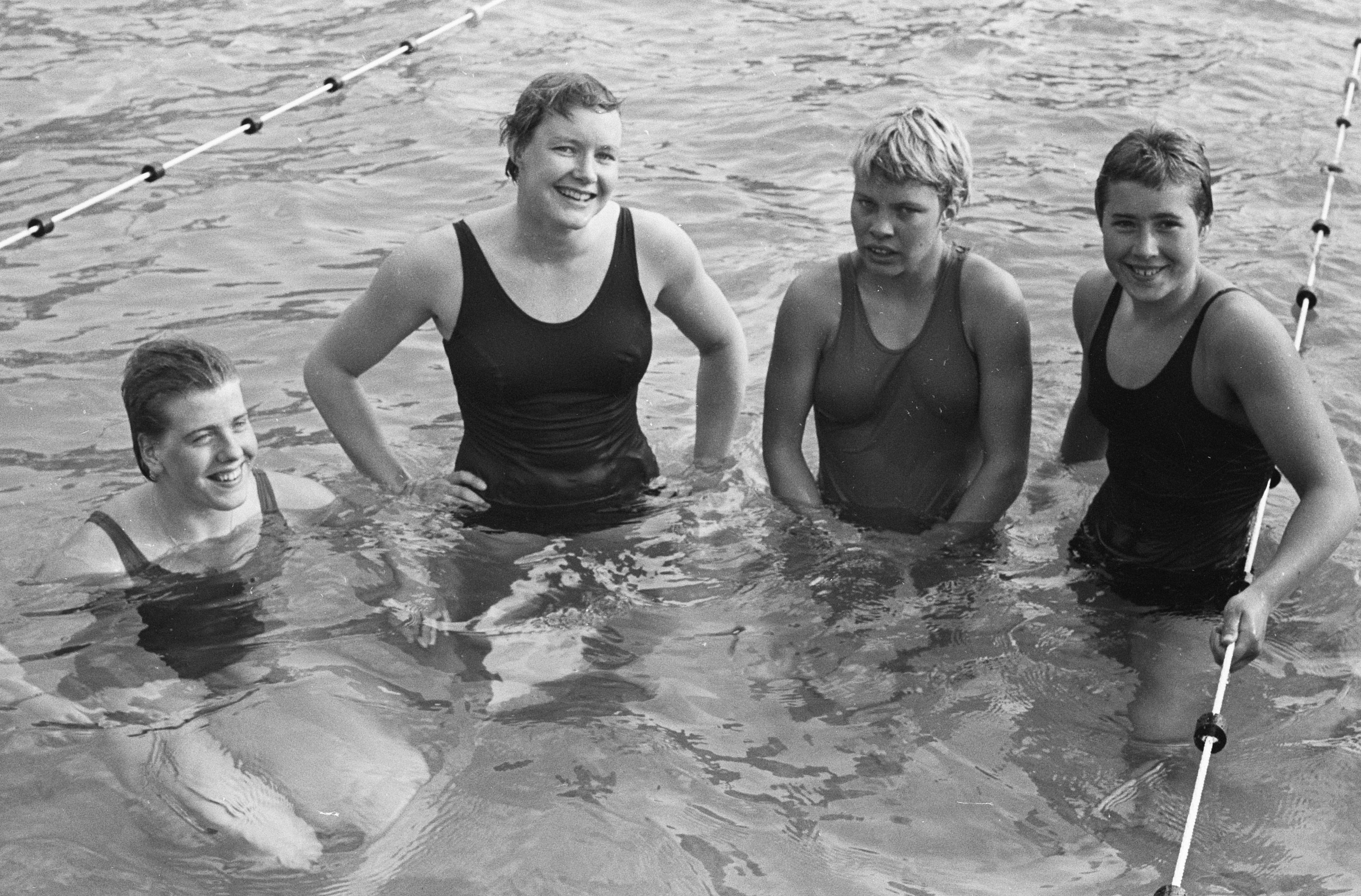
Cocky Gastelaars met Pauline van der Wildt, Ineke Tigelaar en Adrie Lasterie (1960)
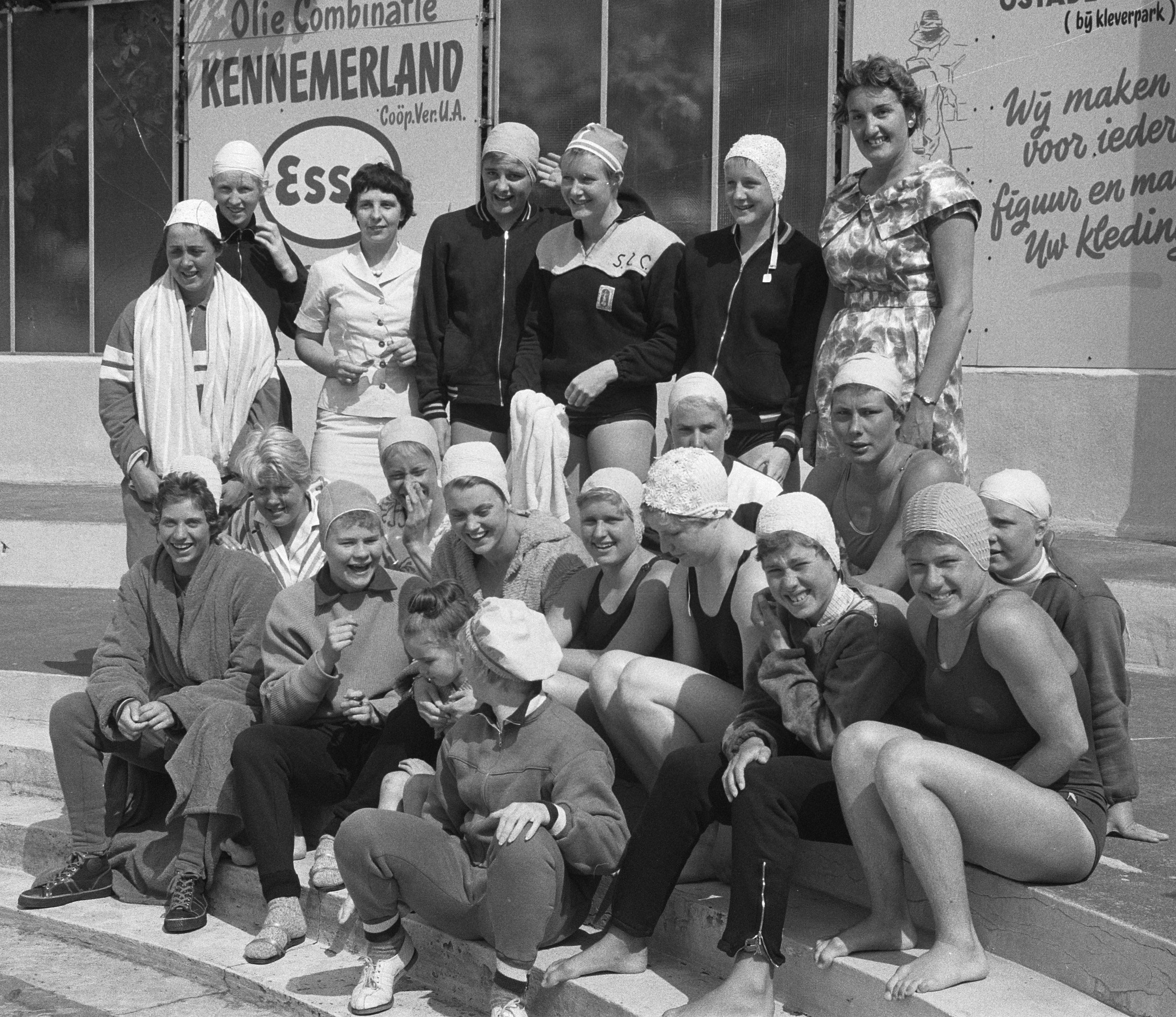
Tweede selectiewedstrijden in Haarlem voor de Olympische Spelen (1960)
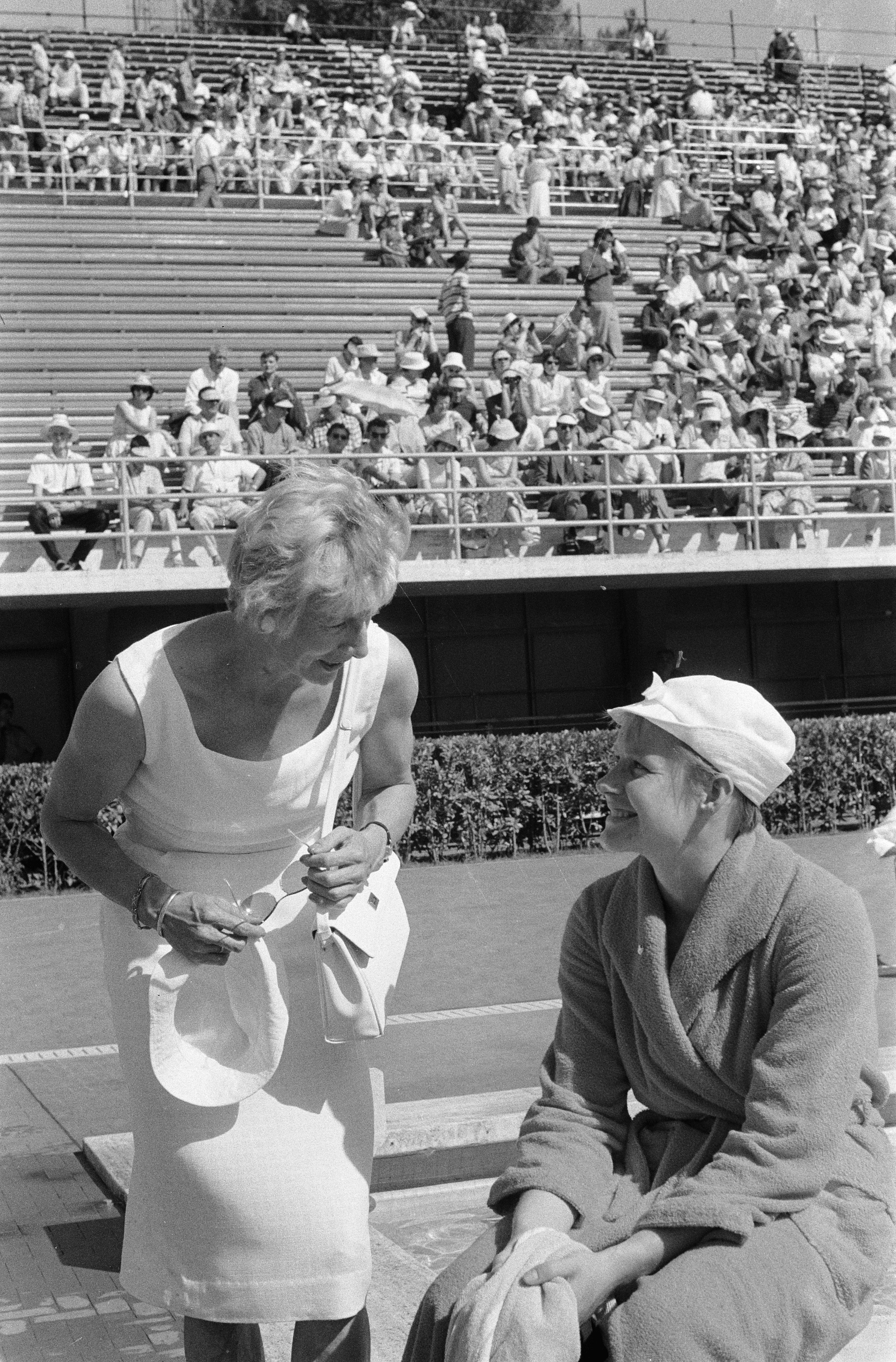
Cocky Gastelaars in gesprek met Fanny Blankers-Koen op de Olympische Spelen te Rome (1960)
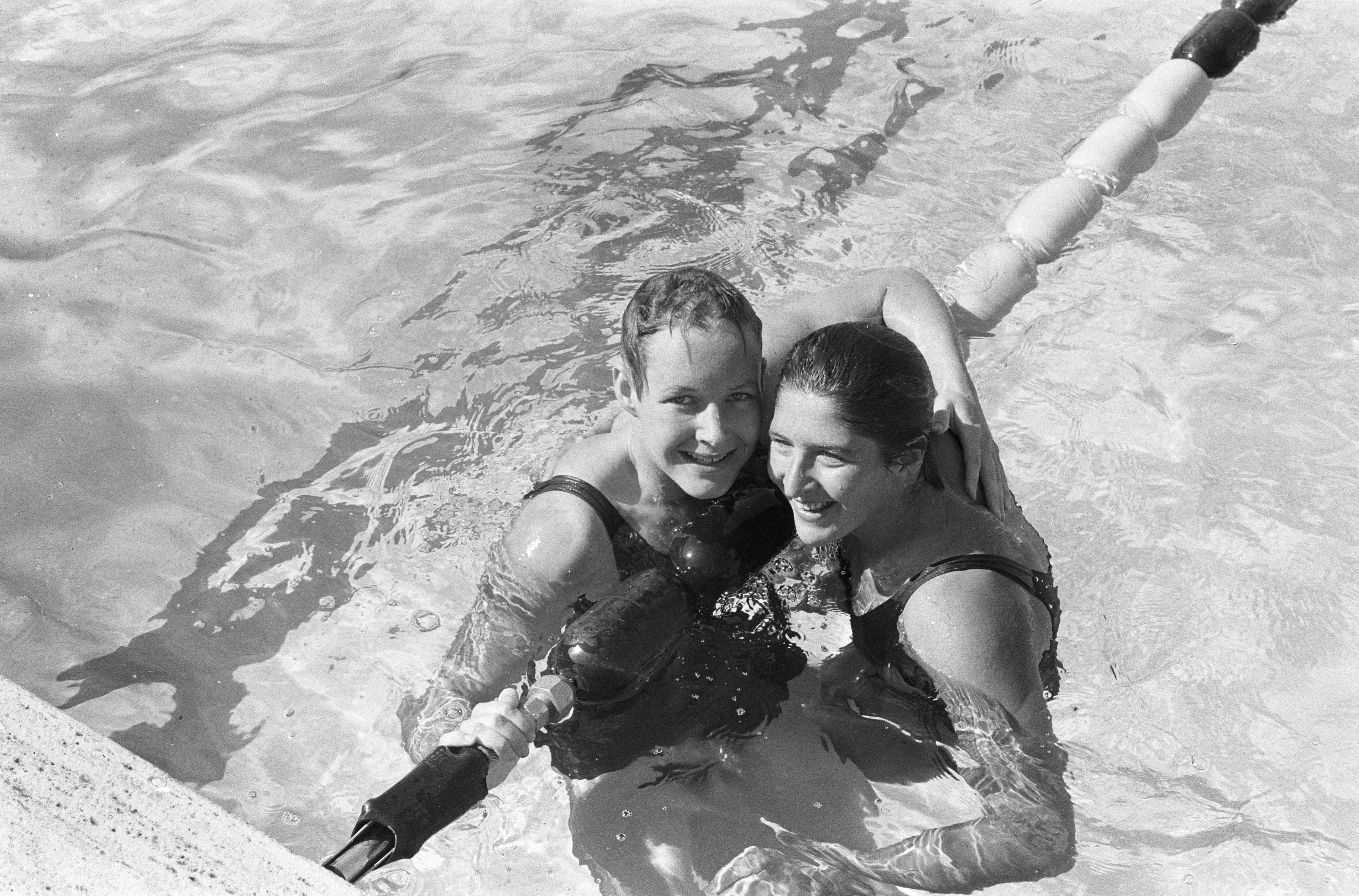
Cocky Gastelaars met Dawn Fraser
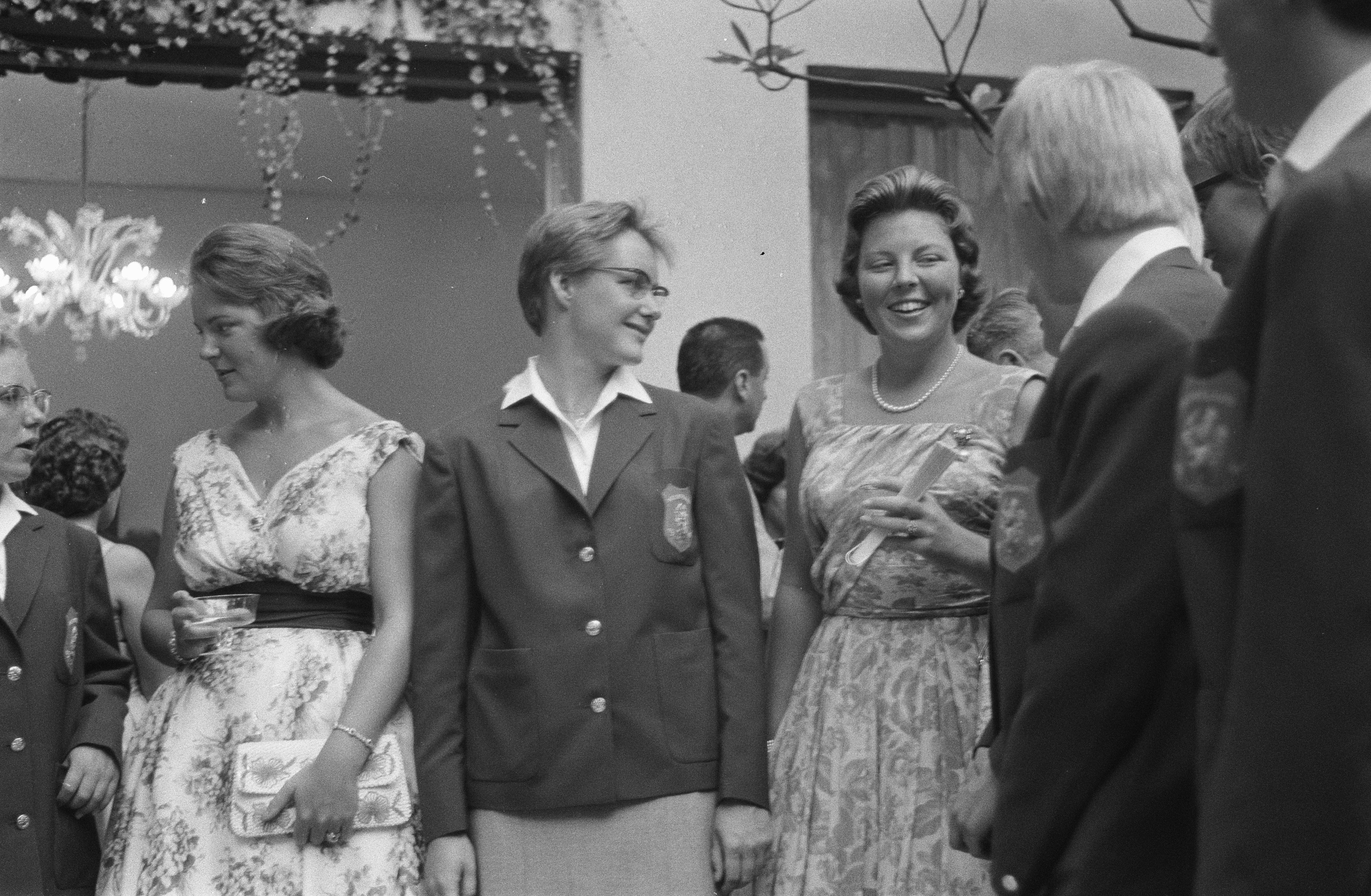
Gastelaars tijdens de ontvangt van de Olympische sporters op de ambassade (1960).
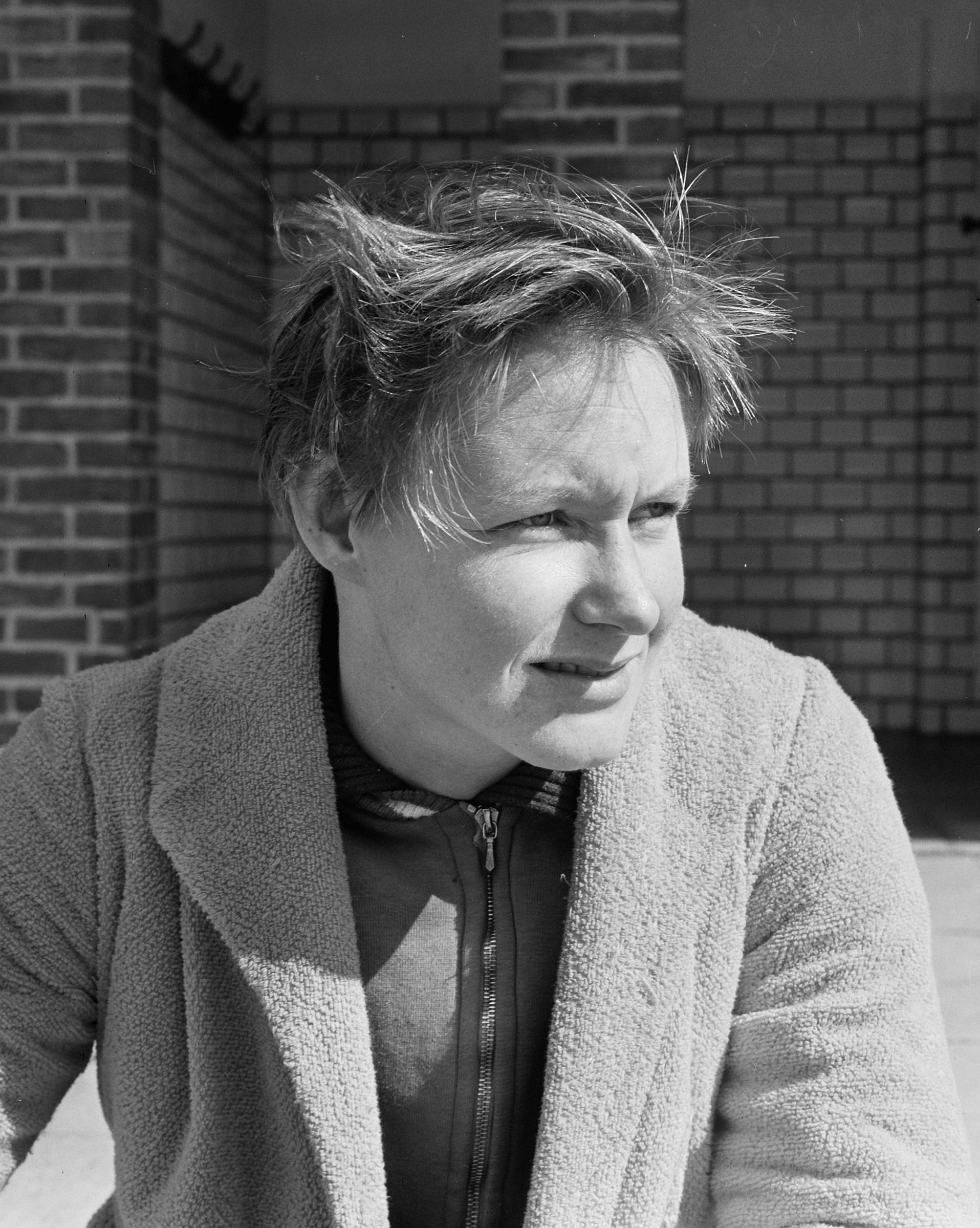
Cocky Gastelaars in 1964